# Massif de l'Aston
Pour les articles homonymes, voir Aston.
Le massif de l'Aston est un massif des Pyrénées situé dans le département de l'Ariège en France et frontalier de l'Andorre. Il culmine à 2 912 m d'altitude au pic de Serrère. C'est un massif à la topographie assez simple, constitué d'une crête sommitale au sud et de multiples arêtes secondaires s'abaissant du sud au nord en forme de peigne.

## Géographie
Le massif de l'Aston, au sens large, est limité par le massif du Montcalm à l'ouest, le massif des Trois-Seigneurs au nord-ouest, le massif de Tabe au nord, et le massif du Carlit à l'est ; le massif de l'Aston est ainsi bordé par la vallée de Vicdessos à l'ouest et nord-ouest, et par la haute vallée de l'Ariège à l'est et au nord-est. 
Dans un sens plus restreint, la dénomination se réfère aux montagnes qui voisinent plus étroitement avec la région située à l'ouest de la rivière Aston, l'un des principaux cours d'eau de ce bassin versant, et affluent direct (rive gauche) de l'Ariège ; les deux sous-massifs les plus éloignés latéralement en sont alors exclus : le massif du Fourcat à l'ouest, et le massif du Rulhe à l'est. 
Au sud, c'est la frontière entre l'Andorre et la France qui délimite artificiellement le massif, le long de la ligne de partage des eaux entre les bassins versants respectifs de l'Èbre et de la Garonne. 
Le véritable point culminant du massif est le pic de l'Estanyó (2 915 m), mais situé entièrement sur le territoire andorran à 2 km au sud du pic de Serrère, celui-ci ne fait pas partie du massif sricto-sensu. Du point de vue touristique, la crête frontière du massif constitue ce que l'on désigne sous le vocable de « Pyrénées andorranes »[réf. nécessaire].

### Topographie
Ce massif comprend quelques pics d'altitude supérieure à 2 900 mètres. Le point culminant du massif est le pic de Serrère.
Principaux sommets :
- Pic de Serrère, 2 912 m ;
- Pic du Port (ou pic de Font Blanca), 2 903 m ;
- Pic de Tristagne, 2 878 m ;
- Pic de Rulhe, 2 783 m ;
- Pic de Thoumasset, 2 741 m ;
- Pic d'Arial, 2 681 m (constitue la pointe septentrionale de l'Andorre).

Sommets secondaires :
- Pic de la Sabine, 2 561 m.

### Hydrographie
Le massif comprend de nombreux lacs (dénommés étangs dans ce massif), certains aménagés en retenue artificielle pour l'hydroélectricité et/ou le soutien hydrologique estival.
Principaux lacs :
- Étang de Gnioure (altitude : 1 831 m, superficie : 86 ha, volume : 28 millions de m3) ;
- Étang de Laparan (altitude : 1 539 m, superficie : 38,5 ha, volume : 15,7 millions de m3) ;
- Étang d'Izourt (altitude : 1 647 m, superficie : 33 ha, volume : 7,9 millions de m3) ;
- Étang Fourcat (altitude : 2 412 m, superficie : 24 ha) ;
- Étang Blaou (altitude : 2 335 m, superficie : 16,5 ha) ;
- Étang de Soulanet (altitude : 2 345 m, superficie : 6 ha).

## Histoire
Le site du cimetière de la Unarde est supposé avoir été celui d'une bataille entre Francs et Sarrasins à l'époque carolingienne (42° 41′ 30″ N, 1° 35′ 49″ E). Dans La Baronnie de Miglos : étude historique sur une seigneurie du haut comté de Foix, publiée à Toulouse en 1894, Casimir Barrière-Flavy consacre un chapitre à une exploration au site de la Unarde, y présentant les croquis d'un scramasaxe et d'un couteau trouvés sur place.
Ce massif reculé et d'accès difficile était un passage privilégié pour toutes sortes de contrebandes, trafics et clandestinités. Le port de Siguer était le lieu d'une filière vers l'Espagne durant la Seconde Guerre mondiale.